# 잔탄검

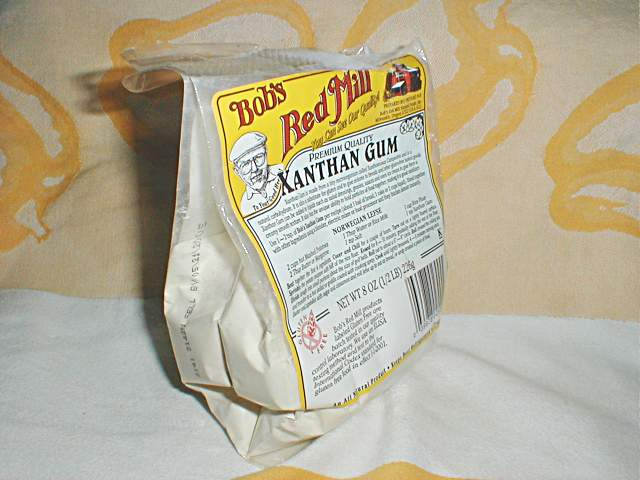
잔탄검

잔탄검(xanthan gum)은 주로 양배추 등의 십자화과 식물에서 얻은 균에 탄수화물을 주입해 발효시켜 만든 천연혼합물이다. 포도당, 칼륨, 칼슘염 등으로 이루어져 있으며, 식품첨가제, 치약 또는 화장품 따위에 점성을 만들어 주는 천연 점증제 역할을 한다.

## 역사
잔탄검(xanthan gum)은 미국 농무부의 알렌 로잘린드 진즈(Allene Rosalind Jeanes)와 그녀의 연구팀에 의해 발견되었으며 1960년대 초에 CP 켈코(CP Kelco 또는 J.M. Huber Corporation)가 켈잔(Kelzan)이라는 상품명으로 상업적 생산을 시작했다. 1968년 식품에 사용하도록 승인되었으며 미국, 캐나다, 유럽 국가 및 기타 여러 국가에서 E 번호 E415 및 CAS등록번호 11138-66-2로 안전한 식품 첨가물로 인정받았다.

## 같이 보기
- 잎반점